# HR 8938
HR 8938 (HD 221525 / HIP 115746 / SAO 3916) es una estrella de magnitud aparente +5,56 situada en la constelación de Cefeo.
Es una de las estrellas brillantes cercanas al polo norte celeste, del que dista poco más de dos grados y medio.
Visualmente se localiza a 135 minutos de arco de Polaris (α Ursae Minoris) y a 105 minutos de arco de HR 285.
HR 8938 es una subgigante blanca de tipo espectral A7IV con una temperatura estimada de 8000 K.
De características similares a Alderamin (α Cephei) —la estrella más brillante de Cefeo— o α Pictoris, su mayor distancia respecto al sistema solar hace que aparezca más tenue.
Mientras que HR 8938 se encuentra a 307 años luz de distancia, Alderamin se halla unas 6 veces más cerca.
Su luminosidad real, 44 veces mayor que la del Sol, es, sin embargo, más del doble de la de Alderamin.
Tiene un diámetro 3,5 veces más grande que el diámetro solar y, con una masa de 2,25 masas solares —consistente con su estatus de subgigante—, su edad se estima en 900 millones de años.

## En la cultura popular
- El productor de música electrónica Deadmau5 ha titulado uno de sus temas como "HR 8938 Cephei" en honor a esta estrella.